# .td
.tdは国別コードトップレベルドメイン（ccTLD）の一つで、チャドに割り当てられているドメインである。tdの綴り字はフランス語の綴り"Tchad"に由来している。